# Дуденёво (Тверская область)
Дуденёво — деревня в Калининском районе Тверской области. Относится к Заволжскому сельскому поселению. До 2006 года входила в состав Большеборковского сельского округа.
Расположена в 15 км к западу Твери, на левом берегу Волги, близ впадения в неё реки Тьмы. Рядом деревни Бор и Отмичи (за Тьмой), Красново и Мотавино (за Волгой). К юго-западу в 4 км деревня Большие Борки.
В 1997 году — 11 хозяйств, 14 жителей.
В 1 км выше по Волге — пристань Кокошки. Вокруг несколько пионерлагерей.